# J. Gerhard Lohse
J(acob) Gerhard Lohse (* 10. Januar 1851 in Fünfhausen; † 2. Januar 1941 in Oldenburg) war ein deutsch-britischer Astronom.
Nach einem Studium der Astronomie in Göttingen ging Lohse im Jahr 1877 nach Schottland, wo er Zweiter Assistent an James Lindsays Observatorium in Dunecht wurde (Erster Assistent war Ralph Copeland). Dort beobachtet er am 8. November 1880 den Kometen Temple-Swift. 1884 wechselte er an das private Observatorium von James Wigglesworth in Scarborough; wo er ab 1. September 1885 das neu installierte 15,5-Zoll-Spiegelteleskop nutzen konnte.
1889 starb Wigglesworth, das Observatorium wurde geschlossen. Lohse ging erneut nach Schottland, dieses Mal als Erster Assistent unter Copeland an das Royal Observatory Edinburgh. Dort blieb er bis zum Ende seiner aktiven Karriere, danach kehrte er nach Deutschland zurück.

## Werke
- Observations of Nova Cygni, MNRAS 47, 1887, S. 494.

## Entdeckungen
Belegt sind folgende Beobachtungen aus den Jahren 1885 und 1886, die mit einer NGC-Nummer eindeutig Lohse zuzuschreiben sind:
- NGC 793 (Sterne)
- NGC 1456 (Sterne)
- NGC 1655 (Sterne)
- NGC 1674 (Sterne)
- NGC 1675 (Sterne)
- NGC 2195 (Sterne)
- NGC 2412 (Sterne)
- NGC 2518 (Linsenförmige Galaxie)
- NGC 2519 (nicht nachvollziehbar)
- NGC 2565 (Balkenspiralgalaxie)
- NGC 4345 = NGC 4319
- NGC 5884 (Sterne)
- NGC 6344 (Sterne)
- NGC 6353 (Sterne)
- NGC 6731 (Sterne)
- NGC 6767 (Sterne)
- NGC 6792 (Balkenspiralgalaxie)
- NGC 7114 (Nova Cygni 1876 (Q Cyg))